# J. C. Nugent

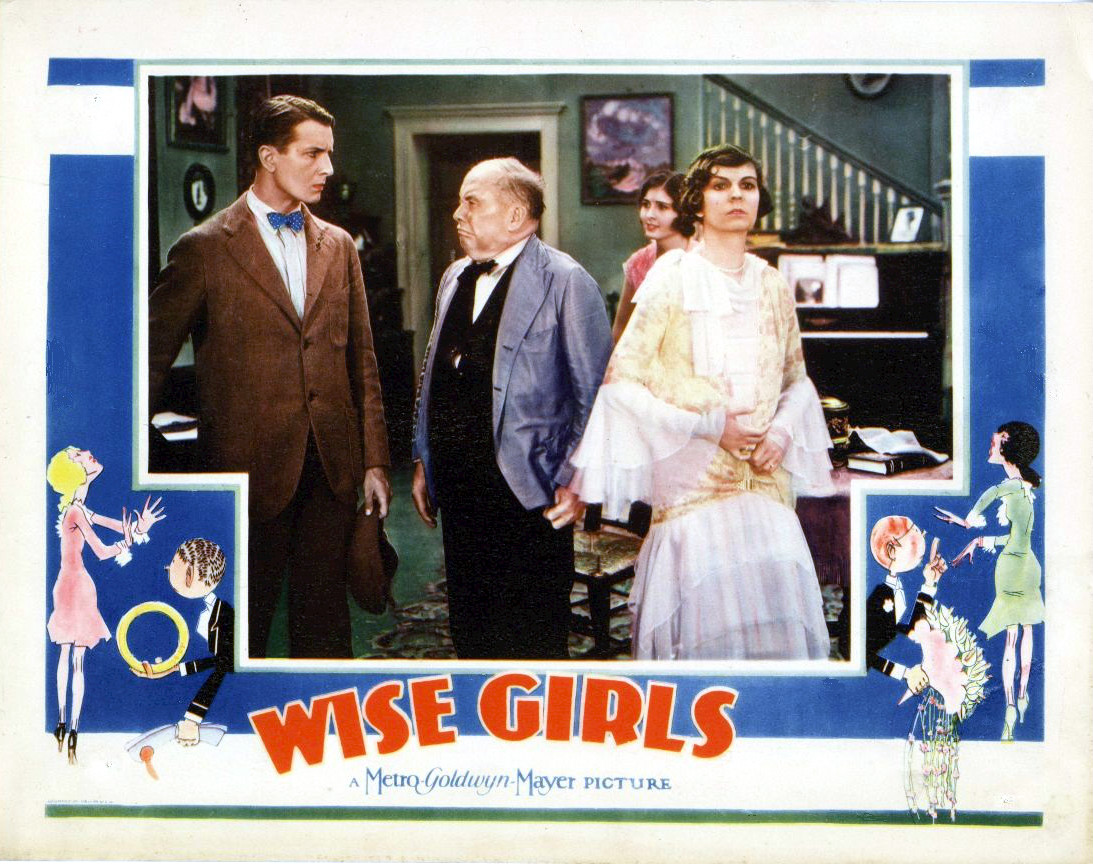
Elliott Nugent (izq.), J. C. Nugent, Marion Shilling (detrás), y Norma Lee en Wise Girls (1929)

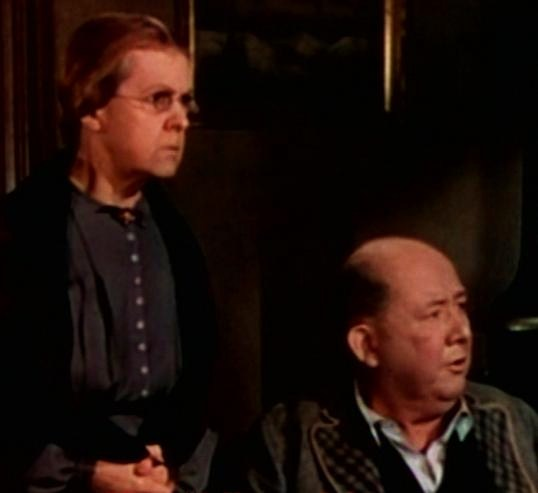
Con Clara Blandick en A Star Is Born (1937)

John Charles Nugent (6 de abril de 1868 – 21 de abril de 1947), conocido como J. C. Nugent, fue un actor teatral y cinematográfico, guionista, dramaturgo y director teatral de nacionalidad estadounidense.

## Biografía
Nacido en Niles, Ohio (Estados Unidos), fue el padre del cineasta Elliott Nugent (1896-1980), con el que colaboró a menudo en el teatro y en el cine. En 1922 debutó en el circuito de Broadway con Kempy, obra en la que actuó junto a su hijo y Grant Mitchell. Esta pieza, escrita por los Nugent, fue nuevamente representada en 1927, con dirección de J. C. Nugent e interpretación de Clara Blandick.
Entre las obras teatrales en las que actuó figuran Skyrocket, de Mark Reed (1929, con Clara Blandick, Humphrey Bogart, Howard Freeman, Mary Philips y Ian Wolfe), When We Are Married, (de J. B. Priestley, 1939-1940, con Sally O'Neil, Tom Powers, Alison Skipworth y Philip Tonge), o A Place of Our Own (de Elliott Nugent, 1945, con John Archer, Jeanne Cagney, Robert Keith y Mercedes McCambridge), tres piezas en las cuales únicamente trabajó com oactor.
En el cine debutó como actor en Wise Girls, de E. Mason Hopper (adaptación de la pieza Kempy, con su hijo Elliott, Roland Young y Clara Blandick), estrenada en 1929, y cuyo guion escribió él.
Posteriormente actuó en otras veinte películas (la última estrenada en 1943), entre ellas The Big House (de George W. Hill, 1930, con Chester Morris, Wallace Beery y Lewis Stone), The Millionaire (de John G. Adolfi, 1931, con George Arliss, Evalyn Knapp y James Cagney), Men Without Names (de Ralph Murphy, 1935, con Fred MacMurray, Madge Evans y Grant Mitchell), y A Star Is Born (de William A. Wellman, 1937, con Janet Gaynor, Fredric March y Clara Blandick).
Entre las películas en las que actuó figuran tres dirigidas por su hijo, destacando Give Me a Sailor (1938), con Martha Raye, Bob Hope y Betty Grable.  
Como guionista trabajó en The Unholy Three (de Jack Conway, 1930, con Lon Chaney, Lila Lee y Elliott Nugent), Alibi (de Roland West, 1929, con Chester Morris y Mae Busch), adaptación de la pieza Nightstick, coescrita por él y estrenada en Broadway en noviembre de 1927, con Victor Kilian, Thomas Mitchell y Lee Patrick.
Además de todo ello, dirigió un cortometraje, The Rounder (1930, con Jack Benny, Dorothy Sebastian y Polly Moran).
Su última obra en Broadway como actor fue The Playboy of the Western World, de John Millington Synge (con Julie Harris, J. M. Kerrigan, Burgess Meredith, Mildred Natwick y Maureen Stapleton), representada desde finales de octubre de 1946 a principios de enero de 1947. Tres meses después falleció en Nueva York, Estados Unidos, a causa de un infarto agudo de miocardio.

## Teatro en Broadway (íntegro)
(como actor, salvo mención contraria o complementaria)
- 1922 : Kempy, de J. C. y Elliott Nugent
- 1923 : Dumb-bell, de J. C. y Elliott Nugent
- 1924 : The Rising Son, de J. C. y Elliott Nugent (+ director)
- 1925 : The Poor Nut, de J. C. y Elliott Nugent, escenografía de Howard Lindsay (únicamente autor)
- 1925 : Human Nature, de Elliott Nugent (únicamente dirección, junto a Frederick Stanhope)
- 1926 : The Trouper, de J. C. y Elliott Nugent, escenografía de Edwin Maxwell
- 1926 : God Loves Us, de J. P. McEvoy
- 1927 : The Comic, de Lajos Luria, adaptación de James L. A. Burrell y Lawrence R. Brown (+ dirección)
- 1927 : Kempy, de J. C. y Elliott Nugent (+ dirección)
- 1927 : Mister Romeo, de Harry Wagstall Gribble y Wallace A. Manheimer
- 1927 : Take Me Advice, de J. C. y Elliott Nugent (solo autor)
- 1927-1928 : Nightstick, de J. C. y Elliott Nugent, John Griffith Wray y Elaine S. Carrington (solo autor)
- 1928 : The Breaks, de J. C. y Elliott Nugent (+ dirección, junto a Alan Dinehart)
- 1928 : By Request, de J. C. y Elliott Nugent, producción de George M. Cohan (+ dirección, junto a su hijo)
- 1929 : Skyrocket, de Mark Reed
- 1931 : Fast Service, de J. C. y Elliott Nugent, escenografía de Edgar Selwyn
- 1932 : That's Gratitude, de Frank Craven
- 1934 : Big Hearted Herbert, de Sophie Kerr y Anna Steese Richardson
- 1934 : Dream Child (+ autor)
- 1939-1940 : When We Are Married, de J. B. Priestley
- 1941 : Snookie, de Thomas A. Johnstone
- 1941 : The More the Merrier, de Frank Gabrielson y Irving Pincus, escenografía de Otto Preminger
- 1942 : All in Favor, de Louis Hoffman, Don Hartman y Walter Bernstein, escenografía de Elliott Nugent
- 1944 : That Old Devil (+ autor y director)
- 1945 : A Place of Our Own, escrita y dirigida por Elliott Nugent
- 1946-1947 : The Playboy of the Western World, de John Millington Synge

## Selección de su filmografía
(como actor, salvo mención contraria o complementaria)
- 1927 : The Poor Nut de Richard Wallace
- 1929 : Wise Girls, de E. Mason Hopper (+ guion)
- 1929 : Alibi, de Roland West
- 1929 : Navy Blues, de Clarence Brown (+ guion)
- 1930 : The Unholy Three, de Jack Conway (guion)
- 1930 : The Sins of the Children, de Sam Wood
- 1930 : The Big House, de George W. Hill
- 1930 : The Rounder (corto, director y guionista)
- 1930 : Love in the Rough, de Charles Reisner
- 1930 : They Learned About Women, de Jack Conway y Sam Wood
- 1931 : The Virtuous Husband, de Vin Moore
- 1931 : The Millionaire, de John G. Adolfi
- 1931 : Local Boy Makes Good, de Mervyn LeRoy
- 1935 : Love in Bloom, de Elliott Nugent
- 1935 : Men Without Names, de Ralph Murphy
- 1936 : Tiempos modernos, de Charlie Chaplin
- 1937 : A Star Is Born, de William A. Wellman
- 1937 : It's All Yours, de Elliott Nugent
- 1937 : Siempre Eva, de Tay Garnett
- 1937 : La contraseña, de William A. Seiter
- 1938 : Midnight Intruder, de Arthur Lubin
- 1938 : Give Me a Sailor, de Elliott Nugent
- 1938 : Opening Day, de Roy Rowland (corto)